# Mariam Jack-Denton
Mariam Jack-Denton, auch Ajaratou Mariam Denton (* 29. Dezember 1952 oder 1955 in Bathurst), ist eine gambische Rechtsanwältin und Politikerin. Von April 2017 bis 2022 war sie Sprecherin der Nationalversammlung des Landes Gambia.

## Leben
Jack-Denton besuchte die Gambia High School (heute: Gambia Senior Secondary School) und studierte anschließend Jura an der Obafemi Awolowo University in Ile-Ife (Nigeria). 1979 wurde sie als erste gambische Frau als Rechtsanwältin zugelassen. Von 1979 bis 1987 war sie State Counsel, ehe sie 1988 zur Principal State Counsel ernannt wurde. Später war sie als Rechtsberaterin für den Governor der Zentralbank von Gambia tätig und begründete die dortige Rechtsabteilung. Nach dem Putsch 1994 und Machtübernahme durch das AFPRC arbeitete sie als unabhängige Rechtsanwältin mit Kanzlei in Banjul.
Jack-Denton ist Mitglied der United Democratic Party (UDP) und unterstützt diese durch Rechtsberatung. Als Oppositionspolitikern war sie dem Druck der Regierung Yahya Jammeh ausgesetzt. Sie wurde am 6. April 2006 verhaftet und ohne Kontakt zur Außenwelt für mehrere Wochen ohne Anklage inhaftiert. Ihre Freilassung erfolgte am 24. Juli 2006. Jack-Denton wurde vorgeworfen, eine Vertuschung des gescheiterten Putsches vom 21. März 2006 geplant zu haben. Das Verfahren gegen sie wurde schließlich eingestellt.
Nach den Parlamentswahlen 2017 wurde sie vom Präsidenten Adama Barrow als eines von fünf zusätzlichen ernannten Mitgliedern des Parlaments bestimmt. Sein Vorschlag, sie als Parlamentssprecherin einzusetzen, wurde vom Parlament in der ersten konstituierenden Sitzung einstimmig bestätigt.

## Familie
Jack-Denton ist die Tochter von Sir Alieu Sulayman Jack (1922–2010), der in der Ersten Republik Parlamentssprecher war, und dessen Ehefrau Yai Marie Jack. Sie hat fünf Geschwister, darunter Sulayman Bun Jack, der bis 1994 unter Präsident Dawda Jawara als Permanent Secretary im Verteidigungsministerium tätig war.
Jack-Denton ist verwitwet und war mit dem Hauptbuchhalter Abou Denton verheiratet und hat einen Sohn.